# Olga Kuzienkowa
Olga Siergiejewna Kuzienkowa, ros. Ольга Сергеевна Кузенкова (ur. 4 października 1970 w Smoleńsku) – rosyjska lekkoatletka specjalizująca się w rzucie młotem.
Zdobyła srebrny medal igrzysk olimpijskich w Sydney w roku 2000 gdzie przegrała tylko z Kamilą Skolimowską. Cztery lata później w Atenach została mistrzynią olimpijską. Czterokrotnie stawała na podium mistrzostw świata: w 2005 roku zdobyła złoty medal, a w 1999, 2001 oraz 2003 srebrne krążki. Złota (Monachium 2002) i srebrna (Budapeszt 1998) medalistka mistrzostw Europy. Jest pierwszą kobietą rzuciła młotem ponad 70 metrów. 9-krotnie ustanawiała rekordy świata w tej konkurencji (do 73,80 w 1998). Również 9-krotnie jej wyniki były najlepsze w danym roku na świecie (1992-1993, 1995-1998 oraz 2000-2002). Jej rekord życiowy wynosi 76,21 (2007). W 2010 ogłosiła zakończenie kariery sportowej.

## Doping
Po ponownym przebadaniu próbek krwi i moczu Kuzienkowej z 2005 roku wyszło na jaw, że zawodniczka stosowała niedozwolony doping. W kwietniu 2013 została zdyskwalifikowana na 2 lata oraz anulowano wszystko jej rezultaty osiągnięte między 12 sierpnia 2005 a 11 sierpnia 2007. Zawodniczce odebrano złoty medal mistrzostw świata w Helsinkach (2005).

## Osiągnięcia
| Rok  | Impreza                  | Miejsce     | Lokata            | Wynik |
| ---- | ------------------------ | ----------- | ----------------- | ----- |
| 1997 | Superliga Pucharu Europy | Monachium   | 1. miejsce        | 73,10 |
| 1997 | Uniwersjada              | Sycylia     | 2. miejsce        | 65,96 |
| 1998 | Superliga Pucharu Europy | Petersburg  | 1. miejsce        | 65,89 |
| 1998 | Igrzyska Dobrej Woli     | Nowy Jork   | 2. miejsce        | 70,98 |
| 1998 | Mistrzostwa Europy       | Budapeszt   | 2. miejsce        | 69,28 |
| 1999 | Superliga Pucharu Europy | Paryż       | 2. miejsce        | 69,05 |
| 1999 | Mistrzostwa świata       | Sewilla     | 2. miejsce        | 72,56 |
| 2000 | Superliga Pucharu Europy | Gateshead   | 1. miejsce        | 70,20 |
| 2000 | Igrzyska olimpijskie     | Sydney      | 2. miejsce        | 69,77 |
| 2001 | Igrzyska Dobrej Woli     | Brisbane    | 2. miejsce        | 69,98 |
| 2001 | Mistrzostwa świata       | Edmonton    | 2. miejsce        | 70,61 |
| 2001 | Finał Grand Prix IAAF    | Melbourne   | 3. miejsce        | 68,27 |
| 2002 | Superliga Pucharu Europy | Annecy      | 1. miejsce        | 73,07 |
| 2002 | Mistrzostwa Europy       | Monachium   | 1. miejsce        | 72,94 |
| 2002 | Puchar świata            | Madryt      | 3. miejsce        | 66,98 |
| 2003 | Superliga Pucharu Europy | Florencja   | 3. miejsce        | 69,89 |
| 2003 | Mistrzostwa świata       | Paryż       | 3. miejsce        | 71,71 |
| 2003 | Światowy finał IAAF      | Szombathely | 2. miejsce        | 71,16 |
| 2004 | Superliga Pucharu Europy | Bydgoszcz   | 2. miejsce        | 70,89 |
| 2004 | Igrzyska olimpijskie     | Ateny       | 1. miejsce        | 75,02 |
| 2004 | Światowy finał IAAF      | Szombathely | 1. miejsce        | 72,90 |
| 2005 | Zimowy puchar Europy     | Mersin      | 3. miejsce        | 70,11 |
| 2005 | Mistrzostwa świata       | Helsinki    | 1. miejsce        | 75,10 |
| 2005 | Światowy finał IAAF      | Szombathely | 3. miejsce        | 72,46 |
| 2007 | Mistrzostwa świata       | Osaka       | el. – 22. miejsce | 66,56 |